# Robert J. Bonner
Robert J. Bonner (* 24. Oktober 1868 in Oxford County, Ontario; † 23. Januar 1946 in Chicago) war ein US-amerikanischer Klassischer Philologe und Rechtshistoriker kanadischer Herkunft.

## Leben
Robert J. Bonner studierte Rechtswissenschaften an der University of Toronto (Bachelor 1890) und der Ontario Law School, die er 1893 abschloss. Die geplante Laufbahn im Rechtswesen gab er auf und studierte an der Universität Chicago bei Paul Shorey Klassische Philologie. Von 1900 bis 1903 lehrte er als Professor of Latin an der Stetson University in Florida. Nach seiner Rückkehr nach Chicago schloss er seine Doktorarbeit ab, wurde 1904 promoviert und 1905 als Associate Instructor of Greek angestellt. In den folgenden Jahren stieg er zum Assistant Professor, zum Associate Professor und zum Full Professor of Greek auf. 1927 wurde er zum Head of the Department of Classics ernannt. Für das Jahr 1928/1929 wurde er zum Präsidenten der Classical Association of the Middle West and South gewählt und 1932/1933 zum Sather Professor an der University of California, Berkeley ernannt. 1934 wurde er emeritiert und 1935  in die American Academy of Arts and Sciences gewählt. Die University of Dublin verlieh ihm 1937 die Doktorwürde (Litt.D.).
Bonners Forschungsschwerpunkt waren Recht und Gerichtspraxis im antiken Griechenland. Er legte zahlreiche Schriften auf diesem Gebiet vor. Seine Schüler, zu denen George Miller Calhoun, William Scott Ferguson, John Oscar Lofberg und Hartley Grant Robertson zählen, sind bekannt als die Bonner School of Greek Law. Gemeinsam mit Gertrude Smith, seiner Schülerin und späteren Kollegin, verfasste er in den 30er Jahren sein Hauptwerk, in dem die Gesamtheit des attischen Gerichtswesens dargestellt war. Ein dritter Band, in dem das attische Gerichtswesen mit dem anderer Poleis verglichen werden sollte, kam wegen Bonners Tod nicht mehr zustande.

## Schriften (Auswahl)
- Evidence in Athenian Courts. Chicago 1905 (Dissertation). Nachdrucke New York 1979, 2006
- Greek Compositions. Chicago 1903
- Lawyers and Litigants in Ancient Athens. Chicago 1927. Nachdrucke New York 1969
- mit Gertrude Smith: Administration of Justice from Homer to Aristotle. Zwei Bände, Chicago 1930–1938. Nachdrucke New York 1968, 1970
- Aspects of Athenian Democracy. Berkeley 1933 (Sather Classical Lectures 11)